# Zaagvissen
De zaagvissen (Pristidae) zijn een familie uit de orde Rhinopristiformes. Binnen deze familie vallen twee geslachten met daarbinnen zeven soorten. Ze moeten niet verward worden met de zaaghaaien (Pristiophoriformes) die wel op zaagvissen lijken maar tot de haaien behoren. Zaagvissen staan nog verder af van de zwaardvis die tot de klasse van de straalvinnigen (infraklasse beenvissen) en de orde van de baarzen behoort.
Alle soorten zijn bedreigd en de meeste soorten vallen onder de bijlage I van de CITES-overeenkomst, die handel in deze vissen verbiedt. Uitzondering vormt Pristis microdon; die staat sinds 2013 op de bijlage II waardoor handel mogelijk is onder strikte voorwaarden en alleen in het kader van projecten die te maken hebben met natuurbehoud.

## Taxonomie
- Familie: Pristidae (Zaagvissen)
  - Geslacht: Anoxypristis (E. I. White and Moy-Thomas, 1941)
  -  Geslacht: Pristis (Bonaparte, 1838)